# Red Hot (album)
Pour les articles homonymes, voir Red Hot.
Albums de RuPaul
Ho, Ho, Ho
(1997) Champion
(2009)
Red Hot est le troisième album studio officiel de la drag queen américaine RuPaul, sorti le 21 septembre 2004.

## Liste des chansons
| 1.  | Shirley Q. Liquor & Watusi Jenkins                       |                                                  | 0:37 |
| 2.  | Looking Good, Feeling Gorgeous                           | Darrell Martin, Assaf Amdursky                   | 3:05 |
| 3.  | Coming Out of Hiding                                     | RuPaul Charles, Chris Rosa, Tom Trujillo (co.)   | 3:05 |
| 4.  | Shirley Q. Intro                                         |                                                  | 0:20 |
| 5.  | Are You Man Enough? / Orange Wig Skit                    | Derek Brin, RuPaul Charles (co.)                 | 4:04 |
| 6.  | Kinky/Freaky                                             | Derek Brin, RuPaul Charles (co.)                 | 3:58 |
| 7.  | Love Is Love                                             | RuPaul Charles, Chris Rosa, Tom Trujillo (co.)   | 3:01 |
| 8.  | Just a Little In & Out                                   | RuPaul Charles, D' Vinci, Tom Trujillo (co.)     | 3:12 |
| 9.  | WorkOut / Betta Work Skit                                | RuPaul Charles, Darrell Martin, Omri Anghel      | 3:56 |
| 10. | The Price of One                                         | RuPaul Charles, Chris Rosa, Tom Trujillo (co.)   | 3:22 |
| 11. | I Need More                                              | Derek Brin, RuPaul Charles (co.)                 | 3:08 |
| 12. | People Are People / Sheepy Skit (featuring Tom Trujillo) | RuPaul Charles, Chris Rosa, Tom Trujillo (co.)   | 4:16 |
| 13. | My Love Sees No Color                                    | RuPaul Charles, Joe Carrano, Tom Trujillo (co.)  | 4:16 |
| 14. | Hollywood U.S.A.                                         | RuPaul Charles, Joe Carrano, Tom Trujillo (co.)  | 3:34 |
| 15. | Give It One More Try                                     | RuPaul Charles, Lior Rossner, Tom Trujillo (co.) | 3:17 |
| 16. | Superman                                                 | Derek Brin, RuPaul Charles (co.)                 | 3:18 |

| 15. | Looking Good, Feeling Gorgeous (D1 Music Redux) |  |
| 16. | Workout (Blueroom Radio)                        |  |
| 17. | Looking Good, Feeling Gorgeous (music video)    |  |

- (co.) signifie coproducteur.

## Classements musicaux
| Classement (2004)                    | Meilleure position |
| ------------------------------------ | ------------------ |
| U.S. Billboard Top Electronic Albums | 9                  |